# Kis-Küküllő
Kis-Küküllő (hongrois : Kis-Küküllő ou Kis-Küküllő vármegye ; allemand : Komitat Klein-Kokelburg ; roumain : Comitatul Târnava-Mică) est un ancien comitat du royaume de Hongrie après 1867 et jusqu'en 1918.

## Nom et attributs

### Toponymie
Le comitat tient son nom de la rivière Petite Târnava (hongrois : Kis-Küküllő ; roumain : Târnava-Mică).

## Localisation
Le comitat de Kis-Küküllő avait une superficie de 1 724 km2 pour une population de 116 091 en 1910 (densité : 67,3 hab/km2). Il s'étendait le long de la vallée de la Târnava Mică, entre la vallée du Mureș au nord et la vallée de la Târnava Mare au sud.
Il était limité au nord par le comitat de Torda-Aranyos, au nord-est et à l'est par le comitat de Maros-Torda, au sud par le comitat de Nagy-Küküllő et à l'ouest par le comitat d'Alsó-Fehér.

## Histoire
Un comitat de Küküllő (soit « des Pruniers ») a existé en principauté de Transylvanie entre le XIIIe siècle et 1711 lorsque l'établissement des nouveaux Bezirke par l'empereur Charles III d'Autriche y met fin. En 1867, le Compromis austro-hongrois supprime la principauté de Transylvanie et peu après, partage le territoire de l'ancien comitat de Küküllő entre les nouveaux comitats de Kis-Küküllő (au nord) et Nagy-Küküllő (au sud) dans le cadre de la couronne hongroise.
En décembre 1918, le Kis-Küküllő est intégré au royaume de Roumanie, ce qui fut confirmé par le traité de Trianon en 1920. Il devient alors le județ de Târnava Mică dont la partie orientale est, à la suite du deuxième arbitrage de Vienne, récupérée par la Hongrie de l'été 1940 à l'automne 1944 lorsqu'elle est rendue à la Roumanie, ce qui a été officialisé par le traité de paix de Paris en 1947. Il a cessé d'exister le 6 septembre 1950, à la suite de la réforme administrative communiste. Lors du rétablissement des județe en 1968, son territoire a été partagé entre les județe de Mureș pour la partie centrale, Alba pour la partie occidentale et Sibiu pour la partie orientale.

## Population
En 1900, le comitat comptait 109 127 habitants dont 55 276 Roumains (50,65 %), 32 491 Hongrois (29,77 %) et 19 292 Allemands (17,68 %).
En 1910, le comitat comptait 116 091 habitants dont 55 585 Roumains (47,88 %), 34 902 Hongrois (30,06 %) et 20 272 Allemands (17,46 %).

## Organisation administrative
Le comitat de Kis-Küküllő était composé de deux districts urbains et de quatre districts ruraux.
| District         | Chef-lieu        |
| ---------------- | ---------------- |
| Dicsőszentmárton | Dicsőszentmărton |
| Ertzébetváros    | Ertzébetváros    |

| District         | Chef-lieu        |
| ---------------- | ---------------- |
| Dicsőszentmárton | Dicsőszentmárton |
| Ertzébetváros    | Ertzébetváros    |
| Hosszúaszó       | Hosszúaszó       |
| Radnót           | Radnót           |